# Mabalane
Mabalane é uma vila moçambicana, sede do distrito do mesmo nome (província de Gaza). Encontra-se situada na margem esquerda do rio Limpopo e tem uma estação ferroviária da Linha do Limpopo.
Antes da independência nacional tinha o nome de Vila Pinto Teixeira.

## Ligação externa
Perfil do distrito de Mabalane